# NGC 1097
NGC 1097 là một thiên hà xoắn ốc có thanh cách Trái Đất khoảng 45 triệu năm ánh sáng trong chòm sao Thiên Lô. Nó được phát hiện bởi William Herschel ngày 09 tháng 10 năm 1790. Nó là một thiên hà tương tác nghiêm trọng với các mảnh vỡ triều rõ ràng và biến dạng gây ra bởi sự tương tác với thiên hà NGC 1097A đồng. Ba siêu tân tinh (SN 1992bd, SN 1999eu, và SN 2003) được quan sát thấy trong NGC 1097.